# Niccolò Baroncelli
Niccolò Baroncelli, citato anche come Niccolò del Cavallo (Firenze, ... – Ferrara, 1453), è stato uno scultore italiano, citato da Giorgio Vasari come discepolo di Filippo Brunelleschi.

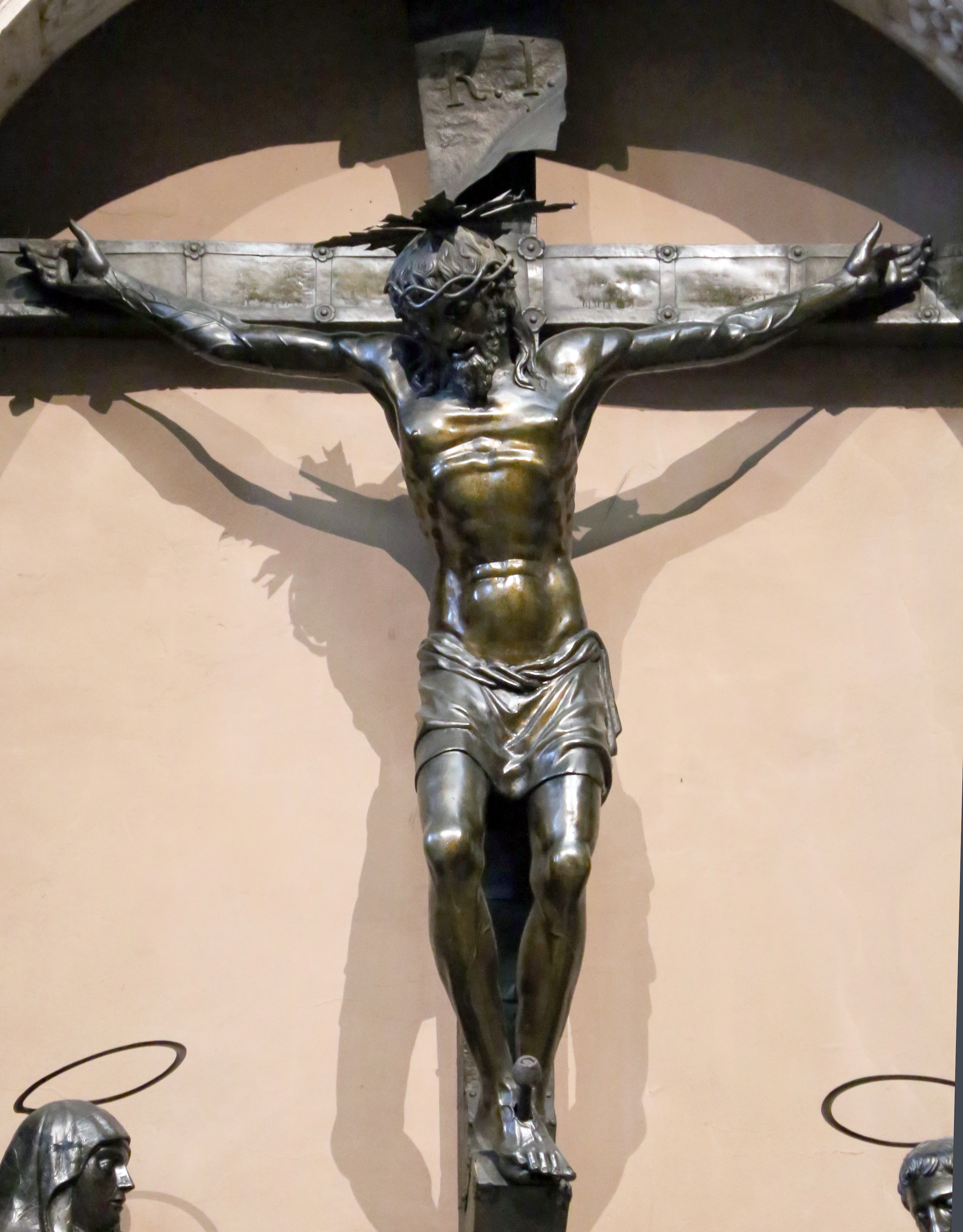
Crocifisso, Duomo di Ferrara

Affiancò l'attività di scultore a quella di medaglista. Tra le poche opere superstiti vi sono le decorazioni degli stipiti di una porta laterale della chiesa degli Eremitani e un frammento del Musei civici agli Eremitani con il Miracolo di sant'Egidio.
Tra i motivi gotici sono presenti elementi del Rinascimento in fiore nel Veneto in quegli anni, oltre che influenze di Filippo Lippi.
Grande fama ricevette grazie alla statua equestre di Niccolò III d'Este a Ferrara, ultimata nel 1451 e distrutta nel 1796, che risultò il primo esempio rinascimentale, in scultura, di condottiero a cavallo.